# Фурманов Юрій Олександрович
Ю́рій Олекса́ндрович Фу́рманов (* 1935) — український хірург доктор медичних наук (1980) професор, заслужений діяч науки і техніки України, лауреат Державної премії в галузі науки і техніки (2004), член Національної спілки письменників України.

## Життєпис
Народився 1935 року у Харкові в родині лікарів — батько був дитячим невропатологом-психіатром та спеціалізувався на подоланні дитячої безпритульності. Олександра Фурманова безпритульні діти пускали до своїх катакомб у Харкові; там він заразився туберкульозом та помер 1940 року. Юрій виростав з мамою, котра була лікарем-біохіміком та працювала в харківському медичному інституті. В часі війни евакуйовані до Оренбурга, де мати завідувала кафедрою медінстиуту, після війни вона якийсь час працювала в Харківському медичному інституті а згодом до останніх днів своїх — в Інституті біохімії ім. Палладіна; доктор медичних наук. В школі ходив до драмгуртка — двоє з нього стали режисерами — Віктор Кісін та Микола Рашеєв; 1952 року закінчив в Києві середню школу.
Поступив на санітарно-гігієнічний факультет, з часом зрозумів що це не його профіль, ходив на чергування по хірургії. Закінчив інститут з відзнакою, зумів відійти від своєї спеціалізації — працював у Фастові в тубдиспансері. Після 2 років роботи мав рекомендацію на наукову роботу та перейшов в Тубінститут, де відпрацював 11 років та 1965 року захистив кандидатську дисертацію «алопластика трахеї та головних бронів»; досліджував легеневий туберкульоз. Згодом його запросив на роботу 1971 року в свій інститут Олександр Шалімов. 1980 року здобув науковий ступінь доктора медичних наук — в московському Інституті клінічної й експериментальної хірургії під керівництвом тодішнього міністра охорони здоров'я СРСР академіка Бориса Петровського за роботу «розробка та дослідження антимікробних та розсмоктувальних матеріалів для хірургії».
Лауреат Державної премії України 2004 року — за розробку та впровадження в клінічну практику хірургічних методів електрозварювання живих, м'яких тканин; разом з Ю. М. Захарашем, О. М. Івановою, В. В. Лебедєвим, О. В. Лебедєвим, А. В. Макаровим, М. Ю. Ничитайлом, Б. Є. Патоном, С. Є. Подпрятовим.
Станом на 2010-ті роки — в Центрі інноваційних медичних технологій НАН України, завідує відділом науково-організаційної роботи та інформації.
Серед учнів — Володимир Мішалов, Мошковський Геннадій Юрійович, Анатолій Соломко.
Серед робіт: «Удосконалення приживлення алотрансплантатів при герніопластиці методом індивідуальної наноадаптації поверхні імплантатів (експериментальне дослідження)», співавтори Т. А. Алексєєва, І. В. Гомоляко, Я. І. Грищук, О. М. Лазаренко, 2013.
Є автором та співавтором понад 200 наукових статей, 20 патентів, 3 монографій.
1987 року вийшла друком його збірка повістей «Всіма правдами». Його сьома книжка «Одне життя…» здобула літературну премію ім. В. Короленка за 2015 рік.